# Kentucky Woman
Kentucky Woman – piosenka napisana i pierwotnie nagrana w roku 1967 przez Neila Diamonda. Inną znaną wersją jest cover zespołu Deep Purple z 1968.
Piosenka była ostatnim przebojem Diamonda, który nagrał dla Bang Records. Wydana w październiku 1967 roku, osiągnęła 22. pozycję na amerykańskiej liście singli Hot 100, 58. pozycję na australijskich oraz 6. na kanadyjskich listach przebojów.
Piosenka była zmiksowana w wersji monofonicznej i w tej wersji publikowana na wszystkich składankach Diamonda przez Bang Records. Jedyną znaną wersją stereo była wydana w 1978 roku przez Frog King/Columbia House na albumie Early Classics – nigdy nie została wydana na płycie CD.

## Cover Deep Purple
Nagrany w zupełnie innym klimacie niż oryginał, był ich drugim singlem w 1968 roku, doszedł do 38. pozycji na liście The Billboard Hot 100, 21. pozycji kanadyjskiego magazynu RPM i 27. miejsca na australijskiej liście przebojów, wydany jako double A-Side razem z „Hush”.
Wersja singlowa utworu jest edytowaną wersją z albumu i skróconą do 4:04. Wersja zremasterowana, która ukazała się na dwupłytowym albumie The Very Best of Deep Purple w 30. rocznicę wydania piosenki trwa 4:43.

## Inne covery
W 1968 roku piosenkę wydał Waylon Jennings na swojej płycie Only the Greatest. Również w 1968 roku amerykański zespół Gary Puckett & The Union Gap umieścił cover na swoim debiutanckim albumie Woman, Woman.